# Jakub Kryštof Rad
Jakub Kryštof Rad (německy Jacob Christoph Rad) (25. března 1799 Rheinfelden – 13. října 1871 Vídeň) byl rakouský ředitel dačického cukrovaru, vynálezce kostkového cukru.

## Život
Do Dačic přišel z Vídně na jaře 1840, aby se ujal funkce ředitele. Cukrovar po jeho příchodu byl modernizován instalací novějších strojů, v roce 1842 zavedl do výroby první parní stroj. Rafinérie za jeho vedení rostla a dodávala cukr nejen po jižní Moravě, ale také do jižních a východních Čech či rakouského pohraničí.
Cukr se v té době prodával ve velkých homolích, které se přes svůj elegantní tvar velmi špatně porcovaly. Jeho manželka Juliana Radová vedla bohatý společenský život a cukr k čaji či kávě podávala často, až si jednou při porcování zranila prst. Se zavázaným prstem došla za manželem a vyčinila mu, že by mohl vymyslet něco menšího a tak se v roce 1841 byl vyroben lis na kostkový cukr. Do 400 čtvercových otvorů mosazné desky ležící na měděné desce se nasypala cukrová moučka, v lisu se cukr stlačil, kostky se z kovové desky vytlačily na dřevěnou podložku a po dobu 12 hodin probíhalo sušení. Po usušení byly kostky připraveny na balení. První kostkový cukr dostala jeho manželka několik měsíců po svém zranění v bedničce s více než 300 kostkami bílé a červené barvy.
Od kostkového cukru si sliboval další růst výroby a tak požádal o licenci k jeho výrobě a schválení patentu. Dne 23. ledna 1843 patent získal a 3. října téhož roku jej prodal cukrovaru za 12 tisíc zlatých. Dačický cukrovar začal dodávat kostky na trh pod názvem Čajový cukr (Thee-Zucker) či Vídeňský kostkový cukr (Wiener Würfelzucker). Balíček připomínajícím bedničku s čínským čajem bylo 250 kostek, měl původní etiketu a stál jeden zlatý a 50 krejcarů české měny. Kostky byly dvou velikostí – o hraně 1,2 cm a o hraně 1,5 cm.
Situace cukrovaru, který stál mimo řepařskou oblast a veškerý cukr musel dovážet, se od poloviny 40. let 19. století zhoršovala a ani výroba kostkového cukru výrazné zlepšení nepřinesla. V roce 1846 na ředitelské místo rezignoval a odstěhoval se zpět do Vídně. Cukrovar byl po několika letech zcela uzavřen. Jeho autorství bylo brzo zapomenuto a za otce kostky cukru byl považován kdokoliv. Až historik cukrovarnictví R. E. Grottkas v 30. letech 20. století prokázal autorství Jakuba Kryštofa Rada. Kostka získala v Dačicích žulový pomník v roce 1983, pamětní deska byla odhalena v roce 2003.